# La Carolina
Cet article possède un paronyme, voir Carolina.
La Carolina est une commune située dans la province de Jaén de la communauté autonome d'Andalousie en Espagne.

## Géographie

### Hameaux
- Navas de Tolosa

## Administration
| Période                                  | Période | Identité | Étiquette | Qualité |
| ---------------------------------------- | ------- | -------- | --------- | ------- |
| N/A                                      | N/A     | N/A      | N/A       | Maire   |
| Les données manquantes sont à compléter. |         |          |           |         |